# Capitán Zanahoria y su sorprendente Zoo Crewː La guerra Oz-País de las Maravillas
La Guerra de Oz-País de las Maravillas (En inglés: Oz-Wonderland War) es una miniserie limitada de tres números, escrita por los guionistas de historietas E. Nelson Bridwell, y Joey Cavalieri y dibujado por Carol Lay, para la editorial DC Comics, publicado entre enero de 1986 y marzo de 1986. Cuenta la historia sobre los personajes de Tierra-C (Cuya historia sucede antes de los acontecimientos de la Crisis en las Tierras Infinitas, y que aquella historia en aquel momento estaba siendo desarrollada en pleno clímax) se encontraron lo héroes como el Capitán Zanahoria y sus compañeros héroes del equipo del Parque Zoológico ( la Zoo Crew) se ven envueltos en un conflicto donde los personajes del País de las Maravillas y el mundo de Oz se unen contra Ruggedo el rey Nome, ha obtenido el control sobre los Monos Alados y que utilizó para conquistar el país de Oz y el País de las Maravillas, y logra encarcelar a la Princesa Ozma, Glinda, al Leñador de Hojalata entre otros, y alguno de estos son convertidos en baratijas.

## Historia sobre la publicación
Este cómic, en su formato de miniserie, es el resultado de seis historias inconclusas escritas en las páginas de la cancelada serie mensual, Captain Carrot and this Amazing Zoo Crew (entre 1982 a 1983), cuya serie había surgido de las historias suplementarias o acompañantes que apareció en las páginas de la serie de New Teen Titansen el #16, en 1982, y cuyos personajes, fueron creados por Roy Thomas. Las seis historias, fueron replanteadas en un formato de tres números, en donde los héroes de Tierra-C intervienen en el conflicto generado entre Oz y el País de las Maravillas, con doble arco argumental, a manera de una trilogía, en donde se explica como el Capitán Zanahoria y su sorpendente equipo del parque Zoológico! terminan metidos en la guerra entre el país de Oz y el país de las Maravillas, la serie no tenía de hecho, un representante que mantuviera informado sobre el conflicto que existió entre la Tierra de Oz y El páis de las Maravillas, en que el maquinador de la historia, E. Nelson Bridwell, consideró que la historia no era más que un antítesis político, sino más bien una representación del Rey Nome en el que intenta recuperar un cinturón mágico y sobre el uso de sus poderes contra el país de Oz y el País de las Maravillas, por lo que el Equipo del Parque Zoológico entrarían como refuerzos al servicio del País Oz que lucha contra el Rey Nome.
La serie fue elogiada por su obra, que abordó elementos destacados en los escritos originales de Carol Lay, además por su estrecha emulación de las obras realizadas por John R. Neill y John Tenniel; pero en si, la historia, que fue escrita por Joey Cavalieri, fue vista por muchos como demasiado cercana a la novela Ozma de Oz al tratar de buscar su máximo potencial. La serie contó con cameos Hoppy el conejo Mararavilla y Los Cinco Inferiores, personajes recurrentes en el Multiverso DC.

## Premisa
Como tal el título de esta serie limitadaes engañoso: puesto que la historia relata en torno auna serie de acontecimientos narrados en las obras de Oz de L. Frank Baum y la trilogía de novelas sobre el País de las Maravillas de Lewis Carroll, en sí no están en guerra entre ambos mundos para trama del cómic. Más bien, Estos personajes del País de las Maravillas y del País de Oz se unen contra Ruggedo, el Rey Nome, quien ha ganado el control sobre el control de los Monos Alados que utilizó para conquistar al país de Oz y poder encarcelar a la Princesa Ozma, a Glinda, al Leñador de Hojalata entre otros. por lo tanto, el equipo de Zoo Crew termina por aparecerse en la dimensión de estos dos cuentos, allí se unen a la protagonista de la novela de Oz, Dorothy Gale, a Tik-Tok, Cheshire Cat, White Knight, Mock-Turtle y otros de los libros clásicos para expulsar a Ruggedo de su conquista.
La historia surge de la siguiente forma: En la montaña de Gillikin; Cheshire el Gato mágico, contacta al Capitán Zanahoria y le pide ayuda a su Zoo Crew que ayuden a derrotar al Rey Nome y evitar quese apodere de Oz y del País de las Maravillas, Es aquí donde se toma la historia de Orma de Oz como inspiración para la primera parte de la historia; El Rey Nome ha convertido a varios miembros de Oz en baratijas que deben ser encontradas. El León cobarde sería el primero en aparecer, al que vuelven a su estado normal. Durante su incursión al país de Oz (luego de haber incursionado al país de las maravillas, odnde fueron expulsados), El Capitán Zanahoria y el Equipo del Zoológico, junto con varios miembros de Oz y el País de las Maravillas deciden viajar a la tierra de Munchkin para liberar al Espantapájaros.
En el segundo número, de esta trílogía; tanto los personajes del Zoo Crew, los personajes del País de Oz y el País de las Maravillas, rescatan a Tin Woodsman, de donde Roquat le había escondido, en el resplandor rojo de Roquat; En un intento por capturar al Capitán Zanahoria, Roquat transporta a todos los conejos que hablan raptado de todas las dimensiones adyacentes para llevarlos a una cueva para luchar contra los Cinco Inferiores.
En el tercer y concluyente número, se van presentando varios giros argumentales en el camino. como la aparición Jabber-Wacky, que, junto al Capitán Zanahoria, el Equipo Zoológico y varios miembros del País de Oz y el país de las Maravillas viajan a Quadling Country para rescatar a Glinda la Buena y la Buena Bruja del Norte. Mientras tanto, en el País Oz y en el país de las maravillas, FInalmente, derrotan a Roquat el Rey Nome, y liberan a la Princesa Ozma. Básicamente, la historia mezcla la eescritura de la serie de novelas de Oz con lo descrito en la primera novela de la trilogía del País de las Maravillas, pero donde incluyen la intervención de los personajes de Tierra-C reescribiendo un poco a un tono más cómico, las novelas de Caroll y L.Frank Braum.